# Вільфрід Прелльберг
Вільфрід Прелльберг (нім. Wilfried Prellberg; 18 жовтня 1913, Гамельн — 19 березня 1986, Гамельн) — німецький офіцер-підводник, корветтен-капітан крігсмаріне.

## Біографія
В 1933 році вступив на флот. З 1 травня по 19 червня 1940 року — командир підводного човна U-19, з 30 липня 1940 року — U-31, на якому здійснив 2 походи (разом 38 днів у морі).  2 листопада 1940 року U-31 був потоплений північно-західніше Ірландії глибинними бомбами есмінця «Антілоуп». 2 члени екіпажу загинули, 44 (включаючи Прелльберга) потрапили в полон.
Всього за час бойових дій потопив 3 кораблі загальною водотоннажністю 9789 тонн.
| Дата            | Назва корабля | Тип               | Тоннаж | Вантаж            | Екіпаж | Загинули | Країна             | Конвой |
| --------------- | ------------- | ----------------- | ------ | ----------------- | ------ | -------- | ------------------ | ------ |
| 22 вересня 1940 | Union Jack    | Вітрильник        | 81     | Риба              | 7      | 0        | Фарерські острови  |        |
| 27 вересня 1940 | Vestvard      | Торговий теплохід | 4,319  | Баласт            | 31     | 1        | Норвегія           | OB-218 |
| 29 жовтня 1940  | Matina        | Торговий пароплав | 5,389  | 1500 тонн бананів | 71     | 71       | Британська імперія |        |

## Звання
- Фенріх-цур-зее (1 липня 1934)
- Лейтенант-цур-зее (1 жовтня 1936)
- Оберлейтенант-цур-зее (1 жовтня 1937)
- Капітан-лейтенант (1 листопада 1939)
- Корветтен-капітан (1 січня 1944)

## Нагороди
- Медаль «За вислугу років у Вермахті» 4-го класу (4 роки)